# Festival international du film arabe d'Oran
Le Festival international du film arabe d'Oran (en arabe : المهرجان الدولي للفيلم العربي) a lieu chaque année à Oran depuis 1976. Après une interruption de six ans à partir de 2018, il reprend en 2024.   
En 2009, le festival a rendu hommage à trois stars arabes, la comédienne égyptienne, coqueluche de Youssef Chahine, Yousra, le réalisateur palestinien Rashid Masharaoui et le dramaturge algérien Abdelkader Alloula,.
Pour sa sixième édition 2012, des hommages ont été rendus notamment à Boualem Bessaih, Gillo Pontecorvo et Keltoum,.